# Nobi (Film)
Nobi (jap. 野火) ist ein japanischer Antikriegsfilm aus dem Jahre 1959 von Kon Ichikawa. In Deutschland, wo er 1961 erstmals gezeigt wurde, lief  er auch unter dem Zweittitel Feuer im Grasland.
Der Film basiert auf den gleichnamigen Roman von Shōhei Ōoka, der auch auf Deutsch als Feuer im Grasland erschien.

## Handlung
Zweiter Weltkrieg im Pazifik, Frühjahr 1945.
Auf der Philippinen-Insel Leyte tobt der Krieg in seiner Endphase zwischen Japanern und US-Amerikanern. Der Widerstand gegen die amerikanische Übermacht droht zusammenzubrechen, die zersplitterten Restbestände der japanischen Militärmacht ziehen sich zurück. Die geschlagenen Soldaten versuchen, sich zum letzten verbliebenen japanischen Brückenkopf an der Küste durchzukämpfen. Dort warten japanische Schiffe, die die versprengte Truppe nach Hause bringen könnte.
Für den lungenkranken Soldaten Tamura bedeutet dieser sich abzeichnende, totale Zusammenbruch zugleich eine komplette Neuorientierung seiner gesamten Existenz. Keiner fühlt sich mehr für ihn zuständig, auch im Lazarett findet er keine Hilfe. Von Gott, der Welt und seinen Kameraden verlassen, irrt er ziellos durch den philippinischen Inseldschungel. Dauerregen, die Todesangst, vom Feind entdeckt und erschossen zu werden, ständiger Hunger und rapide zunehmende, körperliche Schwächung sind seine ständigen Begleiter. Schließlich bilden die Rauchzeichen der insularen Partisanen, auf japanisch Nobi genannt, seine letzte Hoffnung: die auf menschliche Nähe.
Auf die Gefahr, in die Hände des Gegners zu geraten, begibt sich Tamura in ein verlassenes Dorf, wo er auf ein einheimisches, junges Paar stößt. Angesichts seines Erscheinens schreit das Mädchen, das seine Beschwichtigungsgesten missversteht, vor Entsetzen auf. Reflexartig schießt Tamura auf sie und tötet die junge Frau. Daraufhin bricht er zusammen. In diesem Zustand findet ihn ein weiterer Versprengter, der Landsmann Nagamatsu. Der haust mit seinem Kameraden, dem verwundeten Soldaten Yasuda, versteckt in einer Höhle, das Kriegsende abwartend. Nagamatsu versorgt die beiden Entkräfteten mit Fleisch, "Affenfleisch" wie er sagt. Doch Tamura hat bis dahin noch keine Affen auf Leyte gesichtet. Als er eines Tages mit ansehen muss, wie sich Nagamatsu über den getöteten Yasuda hermacht, schießt er Nagamatsu nieder. Mit erhobenen Händen begibt sich Tamura in Richtung der "Nobi" der Partisanen.

## Produktionsnotizen und Auszeichnungen
Nobi wurde 1959 gedreht und am 3. November desselben Jahres in Japan uraufgeführt. Seit seiner Uraufführung erhielt er eine Reihe von nationalen wie internationalen Auszeichnungen: 
- den Kinema-Jumpō-Preis in den Kategorien Bester Hauptdarsteller und Bestes Drehbuch (1960)
- den Blue Ribbon Award in den Kategorien Beste Regie und Beste Kameraarbeit (1960)
- den Preis für den besten Schauspieler im Rahmen des Mainichi Eiga Concours (1960)
- den ersten Preis der Filmfestspiele Locarno in der Kategorie Beste Regie (1961)

## Kritiken
Im Atlas Filmheft 22 ist Folgendes zu lesen: "Mit unausweichlicher Konsequenz stellt Regisseur Ichikawa die Entmenschlichung des Menschen dar. Die Grausamkeit der Welt um Tamura wird dabei nicht mit den Mitteln eines krassen Realismus geschildert. Ichikawa erhöht die unfaßbare Wirklichkeit mittels einer fast lyrisch komponierten Bildfolge, die dem Betrachter eine Distanz zum Geschehen aufzwingt. Aus dieser Distanz aber wird das Ungeheuerliche der Vorgänge um so spürbarer."
In Kay Wenigers Das große Personenlexikon des Films ist in der Biografie Ichikawas Folgendes zu lesen: „Immer wiederkehrender Aspekt wurde Ichikawas Kritik am Militarismus, er galt als einer der härtesten Ankläger gegen Inhumanität und Bestialität des Krieges („Freunde bis zum letzten“), dem er jede Abenteuerromantik absprach. Krieg bedeutete für Ichikawa, daß der durch Extremsituationen bereits verrohte Mensch, wie in seinem herausragendsten Werk „Nobi“, auf seine kannibalistischen Ur-Instinkte zurückgeworfen wird.“
Reclams Filmführer schrieb zu „Nobi“: „Einer der wenigen Kriegsfilme, die jedes Mißverständnis des Krieges als einen "fairen, spannenden Zweikampfes" ausschließen. Krieg, das heißt hier Hunger, Dreck und ständige Todesangst. Krieg führt den Menschen in eine Grenzsituation, in der er nicht mehr Mensch ist. Der Kannibalismus steht als Zeichen für diesen Endpunkt. Nach dieser Erfahrung flüchtet Tamura zu den Partisanen, von denen er kaum Pardon erwarten kann, die aber immerhin Menschen sind. Ichikawa hat das ohne Pathos und Symbole in einem sehr direkten Realismus deutlich gemacht.“
Das Lexikon des internationalen Films schreibt: „Ein bedeutender japanischer Film über die Barbarei des Krieges: Mit reportagehafter Direktheit schildert Regisseur Ichikawa, wie versprengte Soldaten auf den Philippinen in der Not zum Kannibalismus absinken.“